# 치타델라피에베
치타델라피에베(이탈리아어: Città della Pieve)는 이탈리아 움브리아주 페루자도에 위치한 코무네다. 페루자에서 남서쪽 50km 거리에 있다.
에트루리아 시대의 무덤들이 인근 지역에서 발견되었지만, 오늘날의 도심지가 고대 유적 지역 땅에 서있는지는 확질하지 못하다. 피에트로 페루지노의 출생지이기도 하며, 니콜로 치르치냐니가 이곳에서 작품 몇 개를 그리기도 하였다.

## 자매 도시
- 프랑스 생시르쉬르메르
- 독일 덴츨링겐